# Alebra kuyania
Alebra kuyania är en insektsart som först beskrevs av Matsumura 1932.  Alebra kuyania ingår i släktet Alebra och familjen dvärgstritar. Inga underarter finns listade i Catalogue of Life.